# TD Place Stadium
Het TD Place Stadium is een stadion in Ottawa, de hoofdstad van Canada. Het stadion is onderdeel van een groot sport- en ontspanningscomplex: Lansdowne Park. Bij de opening werd het stadion zelf ook aangeduid als Lansdowne Park. In 1993 kreeg het de naam Frank Clair stadion. De huidige naam, TD Place, verwijst naar de sponsor, de Toronto-Dominionbank, die een belangrijke bijdrage heeft gedaan om de renovatie van het stadion in 2014 mogelijk te maken. Na de verbouwing zal het een van de stadions zijn die gebruikt worden voor het WK voetbal voor vrouwen in 2015.